# Volstrup Sogn
Volstrup Sogn er et sogn i Frederikshavn Provsti (Aalborg Stift).
I 1800-tallet var Hørby Sogn anneks til Volstrup Sogn. Begge sogne hørte til Dronninglund Herred i Hjørring Amt. Trods annekteringen var de to selvstændige sognekommuner. Ved kommunalreformen i 1970 blev både Volstrup og Hørby indlemmet i Sæby Kommune, som ved strukturreformen i 2007 indgik i Frederikshavn Kommune.
I Volstrup Sogn ligger Volstrup Kirke.
I sognet findes følgende autoriserede stednavne:
- Agerledet (bebyggelse)
- Birkmose (bebyggelse)
- Dyrheden (bebyggelse)
- Fuglsang (bebyggelse)
- Gedebjerg (bebyggelse)
- Grønhede (bebyggelse)
- Grønhede Å (vandareal)
- Gunhildsbro (bebyggelse)
- Havlund (bebyggelse)
- Heden (bebyggelse)
- Hytten (bebyggelse)
- Hytten Skov (areal)
- Knæverhede (bebyggelse)
- Kragelund (bebyggelse)
- Krættrup (bebyggelse, ejerlav)
- Langtved (bebyggelse, ejerlav)
- Lille Ørtoft (bebyggelse, ejerlav)
- Præstegårdsmark (bebyggelse)
- Rønbrogård (bebyggelse)
- Skovsgård (bebyggelse, ejerlav)
- Smedegård (bebyggelse)
- Solsbæk (bebyggelse)
- Stidsholt (bebyggelse, ejerlav)
- Store Ørtoft (bebyggelse, ejerlav)
- Sulbæk (bebyggelse, ejerlav)
- Syvsten (bebyggelse)
- Sæbygård (ejerlav, landbrugsejendom)
- Sæbygård Skov (areal)
- Tamholt (bebyggelse, ejerlav)
- Toftlund (bebyggelse, ejerlav)
- Uggerholt (bebyggelse)
- Volstrup (bebyggelse, ejerlav)
- Volstrup Hede (bebyggelse)
- Øksenhede (bebyggelse, ejerlav)
- Ørtoft Hede (bebyggelse)